# Linje 8A (2015-2019)
 Ikke at forveksle med Linje 8A.
Linje 8A var en buslinje i København, der kørte mellem Nordhavn st. og Friheden st. Linjen var en del af Movias A-busnet og var udliciteret til Arriva, der drev den fra sit garageanlæg Ryvang. Med ca. 6,5 mio. passagerer i 2018 var den en af de mest benyttede af Movias buslinjer. Linjen var en tværlinje, der krydsede en række andre linjer både en og to gange undervejs. Den betjente Østerbro, Nørrebro, Frederiksberg og Valby.
Linje 8A blev oprettet 29. marts 2015 som en opgradering af den hidtidige linje 18. Der var ikke ændringer af betydning i linjens levetid. Åbningen af metrostrækningen Cityringen 29, september 2019 medførte imidlertid en række ændringer af det københavnske busnet 13. oktober 2019, herunder nedlæggelsen af linje 8A. Mellem Nordhavn st. og Lersø Parkallé blev den erstattet af en omlagt linje 14, mellem Lersø Parkallé og Toftegårds Plads af en ny linje 18 og mellem Toftegårds Plads og Friheden st. af en omlagt linje 4A.

## Historie
Oprettelsen af linje 8A var resultatet af blandt andet Københavns Kommunes budgetaftale for 2015. Der var tale om en idé, der havde været fremme før, nemlig at den hidtidige linje 18 skulle omdannes til A-bus. Den nye A-buslinje kom således til at følge linje 18's hidtidige linjeføring fra Nordhavn st. ad Jagtvej, Falkoner Allé og Gammel Køge Landevej til Friheden st. Driften blev dog generelt udvidet med et par ekstra afgange i timen, ligesom den fik drift døgnet rundt ligesom de øvrige københavnske A-buslinjer. Til gengæld gav man afkald på forbindelse til den vestlige del af industriområdet Avedøre Holme, som linje 18 hidtil havde betjent i myldretiden, men hvor linje 200S i stedet blev omlagt til. Trods dette forventedes det dog, at opgraderingen ville give 700.000 passagerer ekstra om året på den i forvejen meget benyttede linje.
Selve etableringen af linje 8A fandt sted 29. marts 2015. Der var kørsel døgnet rundt fra starten, hvilket medførte at de første afgange fandt sted allerede ved ettiden om natten i modsætning til de fleste andre linjer, der først begynder driften om morgenen. Der var i øvrigt i forvejen natbusser på Gammel Køge Landevej, men på resten af strækningen havde det ikke forekommet siden 1958.
Passagerne tog umiddelbart godt imod den nye linje. I april 2015 havde den for eksempel 510.180 passagerer mod 446.381 på linje 18 i samme måned året før, en stigning på 14,3 %. Stigningen holdt sig, så der i januar 2016 var 562.517 passagerer på linje 8A mod 497.715 på linje 18 i samme måned året før. Da året var gået, kunne det konstateres, at der havde været 6.525.374 passagerer på linje 8A i 2016 mod 5.431.160 på linje 18 i 2014, altså en noget større stigning end forventet.

### Nedlæggelsen
29. september 2019 åbnede Metroselskabet metrostrækningen Cityringen. Det fik stor betydning for linje 8A. Fem stationer, Poul Henningsens Plads, Vibenshus Runddel, Nørrebros Runddel, Nuuks Plads og Frederiksberg, kom således alle til at ligge langs med linjen, mens tre andre kommer til at ligge i nærheden. Mange andre linjer blev også berørt, så derfor ændrede Movia det københavnske busnet 13. oktober 2019 til det, de kaldte for Nyt Bynet. Grundlaget for ændringerne blev skabt i forbindelse med udarbejdelse af Trafikplan 2016, der blev godkendt af Movias bestyrelse 23. februar 2017. Planerne blev efterfølgende mere konkrete med præsentationen af Nyt Bynet i januar 2018 med enkelte efterfølgende ændringer.
Nyt Bynet medførte blandt andet, at linje 8A blev nedlagt, idet den dog erstattedes af forskellige andre linjer. Fra Nordhavn st. til Lersø Parkallé erstattedes den af en omlagt linje 14 og til dels af en ny linje 23. Mellem Lersø Parkallé og Toftegårds Plads erstattedes linje 8A af en ny linje 18. Samme nye linje erstattede også linje 4A's kørsel til Lergravsparken st. og Ørestad st., mens linje 4A til gengæld omlagdes ad linje 8A's hidtidige rute fra Toftegårds Plads til Friheden st.
I de første planer fra 2016 var det ellers tanken, at en linje med nummeret 8A skulle have kørt fra Friheden st. til Valby st. og derfra videre ad linje 4A's rute ad Søndre Fasanvej og Nordre Fasanvej til Nørrebro st., hvorfra der fortsattes ad Frederiksborgvej, Gladsaxevej mv. til Buddinge st. Nummeret på den linje blev dog efterfølgende ændret til 4A, der således kom til at overleve på bekostning af linje 8A i stedet for omvendt.
De forestående ændringer betød, at Movia i forbindelse med et udbud af linjen i 2016 nøjedes med at udbyde den på en 1½-årig kontrakt fra december 2017 til juli 2019. Da kontrakten var kort, nøjedes man med at kræve, at brugte busser kun skulle leve op til miljøkravene i Euro 4-normen mod Euro 6-normen for nye busser. De lave miljøkrav til de brugte busser gav imidlertid anledning til en del opmærksomhed og kritik i pressen. Problemet blev dog løst efterfølgende, da flere af budene, herunder det vindende, omfattede nye busser, der lever op til de højere krav i Euro 6-normen. Efter nedlæggelsen af linje 8A, kørte de anskaffede busser af typen Volvo B8RLE/Wroclaw på den nye linje 18 et par måneder, før linjen overgik til drift med elbusser. Derefter blev busserne flyttet videre til forskellige linjer på Vestegnen.
20. oktober 2024 blev der oprettet en ny linje 8A, der kom til at overtage linje 18's strækning fra Valby st. til Lergravsparken st. og Ørestad st. Den har dog ikke noget at gøre med den gamle linje 8A, udover at den også kører et par hundrede meter ad Toftegårds Allé.

## Linjeføring
Linje 8A kørte mellem Nordhavn st. og Friheden st. Ved Nordhavn st. vendte linjen i en sløjfe ad Strandboulevarden - Nordre Frihavnsgade - Østbanegade - Århusgade med endestation i en mindre busterminal på Østbanegade langs stationen. Med Strandboulevarden kom linjen efter et sving til krydset med Østerbrogade ved Poul Henningsens Plads. Herfra fortsattes ad Jagtvej i hele dennes længde, hvor linjen efter et stykke kom til at køre langs med Fælledparken frem til Vibenshus Runddel. Her knækker vejen og fortsætter langs området Universitetsparken med dets mange uddannelsesinstitutioner. Lidt senere kom vejen og linjen til Nørrebros Runddel, hvorefter der fortsattes langs med Assistens Kirkegård og senere forbi Nuuks Plads.
Ved krydset med Ågade skifter gadenavnet til Falkoner Allé, og der fortsattes nu ad denne forbi Frederiksberg st. og Frederiksberg Centret til Frederiksberg Rådhus. Herfra fortsattes videre ligeud ad Allégade forbi Revymuseet til Frederiksberg Runddel med Storm P. Museet og hovedindgangen til Frederiksberg Have. Gadenavnet skifter endnu en gang, nu til Pile Allé, og med denne gik det kort efter op ad bakke langs Søndermarken over et hjørne af Valby Bakke. Ved toppen, hvor Carlsbergs museum og informationscenter ligger, drejedes der, og det gik atter nedad med Valby Langgade. For neden drejedes om ad Toftegårds Allé forbi Valby st. til Toftegårds Plads med Movias hovedsæde. Herefter var det stort set lige ud resten af vejen ad Gammel Køge Landevej forbi Ny Ellebjerg st., resterne af dens forgænger Ellebjerg st., over Harrestrup Å og forbi Åmarken st. Endelig tager vejen et let sving under Køge Bugt-banen, før linjen nåede endestationen i busterminalen ved Friheden st.

## Fakta
- Linjeføring
  - Nordhavn st. > Østbanegade > Århusgade >/(< Strandboulevarden < Nordre Frihavnsgade < Østbanegade <) - Strandboulevarden - Jagtvej - Vibenshus Runddel - Jagtvej - Nørrebros Runddel - Jagtvej - Falkoner Alle - Allégade - Pile Alle - Valby Langgade - Toftegårds Alle - Gammel Køge Landevej - Friheden st.[21]

- Overordnet linjevariant
  - Nordhavn st. - Friheden st.[21]

- Vigtige knudepunkter
  - Nordhavn st., Poul Henningsens Plads, Vibenshus Runddel, Jagtvej/Tagensvej, Nørrebros Runddel, Jagtvej/Rantzausgade, Jagtvej/Ågade, Falkoner Alle/Rolighedsvej, Frederiksberg st., Frederiksberg Rådhus, Allégade/Vesterbrogade, Valby st., Toftegårds Plads, Ny Ellebjerg st., Åmarken st., Friheden st.

- Materiel
  - 24 Volvo B8RLE/Wroclaw[22]

| År          | 2016      | 2017      | 2018      | 2019      |
| ----------- | --------- | --------- | --------- | --------- |
| Passagertal | 6.525.374 | 6.716.936 | 6.538.518 | 5.163.844 |

| 29-03-2015 | Arriva Skandinavien A/S, Ryvang |

## Kronologisk oversigt
Der forekom ingen permanente eller længerevarende omlægninger, mens linje 8A eksisterede. Der har dog lejlighedsvis været kortvarige omlægninger i forbindelse med demonstrationer, sportsbegivenheder mv., men dem er der set bort fra her.
| Rutehistorik | Rutehistorik |
| Dato/periode | Ændring |
| ------------ | --- |
| 29-03-2015   | Linje 8A oprettes ad følgende rute: Nordhavn st. > Østbanegade > Århusgade >/(< Strandboulevarden < Nordre Frihavnsgade < Østbanegade <) - Strandboulevarden - Jagtvej - Vibenshus Runddel - Jagtvej - Nørrebros Runddel - Jagtvej - Falkoner Alle - Allegade - Pile Alle - Valby Langgade - Toftegårds Alle - Gammel Køge Landevej - Friheden st. Linjen erstatter linje 18, der nedlægges. |
| 13-10-2019   | Linjen bliver nedlagt i forbindelse med åbningen af Cityringen og etableringen af Nyt Bynet. Linje 4A, 14 og 18 erstatter forskellige dele af linjen. |